# 谷灣線
谷灣線（日语：／ Riasu sen */?）是一條連結日本岩手縣大船渡市的盛站與久慈市的久慈站，屬於三陸鐵道的鐵路線。此線是日本第三部門鐵道距離最長的路線。
2011年3月11日東日本大地震導致東日本旅客鐵道（JR東日本）山田線的宮古站－釜石站間無法通行，2019年3月23日復舊的同時交由三陸鐵道恢復營運。同時合併三陸鐵道已有的路線南谷灣線（盛站－釜石站間）、北谷灣線（宮古站－久慈站間），統一為盛站－久慈站間的「谷灣線」。

## 路線資料
- 管轄（事業類別）：三陸鐵道（第一種鐵道事業者）
- 路段（營業距離）：盛－久慈 163.0公里
- 軌距：1067毫米
- 站數：41個（包括起終點站）
- 複線路段：沒有（全線單線）
- 電氣化路段：沒有（全線非電氣化（日语：非電化））
- 最高速度：90 km/h
- 閉塞方式：特殊自動閉塞式（軌道回路檢知式）
- 車輛基地所在站：宮古站（運行本部），久慈站、盛站（派出所）

### 北谷灣線

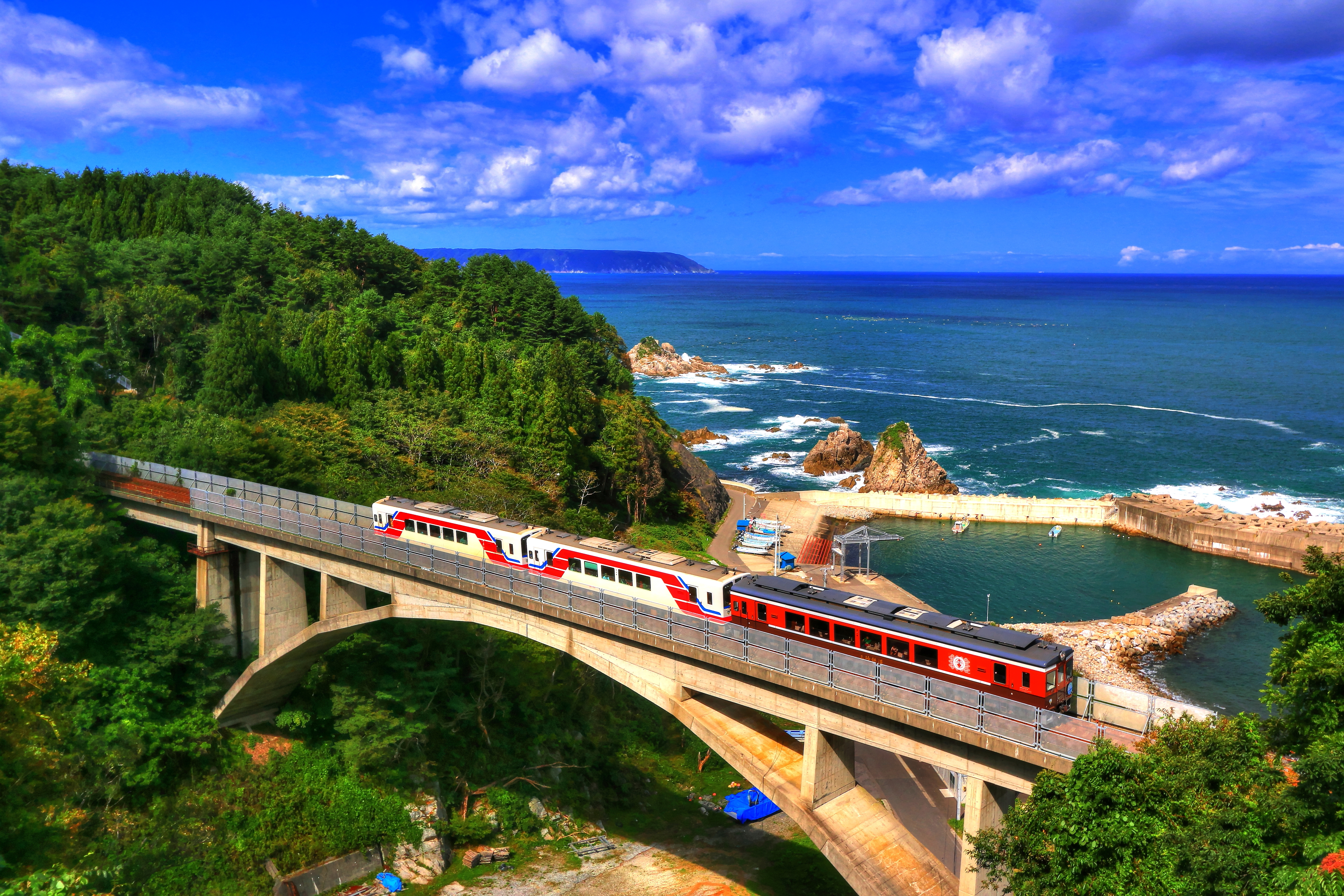
原北谷灣線區间的大澤橋

## 歷史

### 谷灣線
- 2019年（平成31年、令和元年）
  - 3月23日：山田線的釜石－宮古間由JR東日本交由三陸鐵道營運，包括北谷灣線與南谷灣線的全線改名為谷灣線[4]。新設拂川站與八木澤·宮古短大站。
  - 10月12日：因強烈颱風哈吉貝挾帶的豪雨影響，谷灣線釜石站至久慈站間路線嚴重受損，暫時以公車替代行駛[5][6]。
  - 10月15日：谷灣線宮古～田老站间恢復列車行駛，宮古站至釜石站、田老站至久慈站間仍由公車代替行駛[7]。
- 2020年（令和2年）
  - 3月14日：谷湾线普代～久慈站间恢复列车行驶[8]。
  - 3月20日：谷湾线全线恢复行驶[8]。
  - 5月18日：新田老站開業[3][9]。
- 2024年（令和6年）
  - 8月15日：因颱風瑪莉亞豪雨影響，谷灣線宮古－田老間路線嚴重受損，暫時以公車替代行駛。[10]
  - 9月6日：公車替代行駛區间扩大為宮古－新田老。[11]
  - 11月14日：全线恢复行驶。[11]

## 运营形态

### 普通列车
谷灣線所有列车皆为各站停車的普通列車，列车5时始发，22时开出末班车，运营上以釜石、宮古为界，将全线分为盛 - 釜石、釜石 - 宮古、和宮古 - 久慈三个运营区间。
自2022年3月12日时刻表改正后，全日运行列车26.5往復，其中盛站至久慈站之间的全线贯通列车每日设置上行3班、下行2班。全线贯通列车会在釜石站和宫古站停靠数分至30多分，并变更车次；运行时间，大约为4个半小时左右。此外，设有区间列车和跨区间列车，部分列车通过时刻表安排，可以在数分钟内接续下一个区间的列车，各区间运营形态如下：
- 盛 - 釜石1日有11往復，除始发、末班车外，设定与宮古方面列车接续，行走列车包括全线贯通列车、盛 - 宮古区间列车、和盛 - 釜石区间列车。班次频率约1小时1班，日中有2小时空白时段。
- 釜石 - 宮古1日有11往復，行走列车包括全线贯通列车、跨区间列车、区间列车，另外区间内早上有1班岩手船越 - 宮古下行列车，平日下午有1班津輕石 - 宮古下行列车，班次频率约40分钟~2小时1班。
- 宮古 - 久慈1日有12往復，行走列车包括全线贯通列车、跨区间列车、区间列车，班次频率约1至2小时1班。此外，在工作日晚上曾运营一趟从久慈站开往田野畑站的普通列车，以及其返程的从田野畑站开往久慈站的快速列车，快速列车在运行中不停靠白井海岸站、堀內站、十府浦海岸站、陸中宇部站共4个车站，但随着2021年3月13日的时刻表调整，这些列车被取消。

### 临时列车
为了增加收入并促进沿线地区的活性化，三陆铁道策划并运营了一些吸引游客的临时列车活动。例如：2022年7月9日，利用鹿与列车碰撞事故频发的特点，反其道而行之，在夜间运营了一趟以观赏鹿为主题的“夜间丛林列车”。
另外三陆铁道还从2006年开始三陆铁道在每年12月到翌年3月，在原北谷灣線久慈 - 宮古間开行冬季限定的“被爐列车”。2011年3月因東日本大地震停驶，隔年在恢复运营区间复驶，2014年恢复全线运行。2018年开始在原南谷灣線区间开行“洋风被爐列车”，两班临时列车在谷灣線开通后继续运行。

## 車站列表
- 停靠站
  - 现在谷灣線所有列車都是普通列車，停靠所有車站
- 軌道（全線單線） … ◇：可進行列車交會，｜：不可進行列車交會
  - ∧：久慈站的三陸鐵道用月台是1面1線，三陸鐵道也可使用JR 2號月台，可進行列車交會
- 所有車站位於岩手縣。

| 中文站名        | 日文站名 | 英文站名 | 營業距離 | 營業距離 | 接續路線、備註                                                    | 軌道 | 所在地          | 所在地          |
| 中文站名        | 日文站名 | 英文站名 | 站間     | 累計     | 接續路線、備註                                                    | 軌道 | 所在地          | 所在地          |
| --------------- | -------- | -------- | -------- | -------- | ----------------------------------------------------------------- | ---- | --------------- | --------------- |
| 盛              |          |          | -        | 0.0      | 東日本旅客鐵道：大船渡線 岩手開發鐵道：日頃市線、赤崎線（貨物線） | ｜   | 大船渡市        | 大船渡市        |
| 陸前赤崎        |          |          | 3.7      | 3.7      |                                                                   | ｜   | 大船渡市        | 大船渡市        |
| 綾里            |          |          | 5.4      | 9.1      |                                                                   | ◇    | 大船渡市        | 大船渡市        |
| 戀濱            |          |          | 2.9      | 12.0     |                                                                   | ｜   | 大船渡市        | 大船渡市        |
| 甫嶺            |          |          | 2.3      | 14.3     |                                                                   | ｜   | 大船渡市        | 大船渡市        |
| 三陸            |          |          | 2.7      | 17.0     |                                                                   | ◇    | 大船渡市        | 大船渡市        |
| 吉濱            |          |          | 4.6      | 21.6     |                                                                   | ｜   | 大船渡市        | 大船渡市        |
| 唐丹            |          |          | 6.1      | 27.7     |                                                                   | ◇    | 釜石市          | 釜石市          |
| 平田            |          |          | 5.4      | 33.1     |                                                                   | ｜   | 釜石市          | 釜石市          |
| 釜石            |          |          | 3.5      | 36.6     | 東日本旅客鐵道：■釜石線                                           | ◇    | 釜石市          | 釜石市          |
| 兩石            |          |          | 6.1      | 42.7     |                                                                   | ｜   | 釜石市          | 釜石市          |
| 鵜住居          |          |          | 2.2      | 44.9     |                                                                   | ◇    | 釜石市          | 釜石市          |
| 大槌            |          |          | 4.0      | 48.9     |                                                                   | ◇    | 上閉伊郡 大槌町 | 上閉伊郡 大槌町 |
| 吉里吉里        |          |          | 3.4      | 52.3     |                                                                   | ｜   | 上閉伊郡 大槌町 | 上閉伊郡 大槌町 |
| 浪板海岸        |          |          | 1.8      | 54.1     |                                                                   | ｜   | 上閉伊郡 大槌町 | 上閉伊郡 大槌町 |
| 岩手船越        |          |          | 6.4      | 60.5     |                                                                   | ◇    | 下閉伊郡 山田町 | 下閉伊郡 山田町 |
| 織笠            |          |          | 2.8      | 63.3     |                                                                   | ｜   | 下閉伊郡 山田町 | 下閉伊郡 山田町 |
| 陸中山田        |          |          | 2.2      | 65.5     |                                                                   | ◇    | 下閉伊郡 山田町 | 下閉伊郡 山田町 |
| 豐間根          |          |          | 11.1     | 76.6     |                                                                   | ｜   | 下閉伊郡 山田町 | 下閉伊郡 山田町 |
| 拂川            |          |          | 4.1      | 80.7     |                                                                   | ｜   | 宮古市          | 宮古市          |
| 津輕石          |          |          | 2.1      | 82.8     |                                                                   | ◇    | 宮古市          | 宮古市          |
| 八木澤·宮古短大 |          |          | 5.4      | 88.2     |                                                                   | ｜   | 宮古市          | 宮古市          |
| 磯雞            |          |          | 1.8      | 90.0     |                                                                   | ｜   | 宮古市          | 宮古市          |
| 宮古            |          |          | 2.0      | 92.0     | 東日本旅客鐵道：■山田線                                           | ◇    | 宮古市          | 宮古市          |
| 山口團地        |          |          | 1.6      | 93.6     |                                                                   | ｜   | 宮古市          | 宮古市          |
| 一之渡          |          |          | 4.6      | 98.2     |                                                                   | ◇    | 宮古市          | 宮古市          |
| 佐羽根          |          |          | 2.9      | 101.1    |                                                                   | ｜   | 宮古市          | 宮古市          |
| 田老            |          |          | 3.6      | 104.7    |                                                                   | ◇    | 宮古市          | 宮古市          |
| 新田老          |          |          | 0.5      | 105.2    |                                                                   |      | 宮古市          | 宮古市          |
| 攝待            |          |          | 8.3      | 113.5    |                                                                   | ｜   | 宮古市          | 宮古市          |
| 岩泉小本        |          |          | 3.6      | 117.1    |                                                                   | ◇    | 下閉伊郡        | 岩泉町          |
| 島越            |          |          | 8.5      | 33.6     |                                                                   | ｜   | 下閉伊郡        | 田野畑村        |
| 田野畑          |          |          | 2.0      | 127.6    |                                                                   | ◇    | 下閉伊郡        | 田野畑村        |
| 普代            |          |          | 9.3      | 136.9    |                                                                   | ◇    | 下閉伊郡        | 普代村          |
| 白井海岸        |          |          | 3.4      | 140.3    |                                                                   | ｜   | 下閉伊郡        | 普代村          |
| 堀內            |          |          | 3.1      | 143.4    |                                                                   | ｜   | 下閉伊郡        | 普代村          |
| 野田玉川        |          |          | 4.5      | 147.9    |                                                                   | ◇    | 九戶郡 野田村   | 九戶郡 野田村   |
| 十府浦海岸      |          |          | 1.7      | 149.6    |                                                                   | ｜   | 九戶郡 野田村   | 九戶郡 野田村   |
| 陸中野田        |          |          | 2.3      | 151.9    |                                                                   | ◇    | 九戶郡 野田村   | 九戶郡 野田村   |
| 陸中宇部        |          |          | 3.4      | 155.3    |                                                                   | ｜   | 久慈市          | 久慈市          |
| 久慈            |          |          | 7.7      | 163.0    | 東日本旅客鐵道：■八戶線                                           | ∧    | 久慈市          | 久慈市          |

## 外部連結
- 三陸鉄道はいま、ひとつにつながる リアス線（日語）（页面存档备份，存于） - 三陸鐵道